# Matfried I. (Orléans)
Matfried I., Graf von Orléans (* um 795; † 836/37), war der Stammvater der sog. Matfriede, eines der ältesten durchgängig bezeugten europäischen Adelsgeschlechter.

## Leben

### Aufstieg
Matfrieds Abkunft ist unbekannt. Ab 815 am Hofe Kaiser Ludwigs des Frommen bekundet, spielte er dort von 817 an eine wichtige Rolle und wurde mit verschiedenen politischen und militärischen Aufgaben betraut. Er blieb ein treuer Gefolgsmann des Kaisers, bis dieser auf Betreiben seiner zweiten Gemahlin, der Kaiserin Judith, die 817 in der „Ordinatio imperii“ beschlossene Reichseinheit in Frage zu stellen begann und Judith, durch ihre offene Parteinahme gegen Ludwigs Söhne aus erster Ehe, den Hof und den fränkischen Adel in zwei verfeindete Lager spaltete. Dennoch waren er und Graf Hugo von Tours 826 die Begleiter der Kaiserin bei der Taufe des Dänenkönigs Harald Klak in Ingelheim.

### Sturz
Ein wenig erfolgreicher Spanienfeldzug im Jahr 827 wurde Auslöser seines Sturzes. Maurische Truppen hatten das gesamte Gebiet der Grafschaft Barcelona besetzt und geplündert. Kaiser Ludwig beauftragte seinen Sohn Pippin und die Grafen Hugo von Tours und Matfried von Orléans, ein Heer aufzubieten und dem Grafen Bernhard von Barcelona zu Hilfe zu eilen. Die Rekrutierung erfolgte jedoch so zögerlich, dass sich die maurischen Truppen bereits auf dem Rückzug befanden, als das Entsatzheer endlich aufgestellt war. Auf dem Hoftag im Februar 828 in Aachen wurden Hugo und Matfried wegen ihres angeblichen Zauderns und des verspäteten Eintreffens ihres Heeres in den Pyrenäen ihrer Ämter und Lehen enthoben. Dies geschah vermutlich auf Bestreben der Hofpartei um Kaiserin Judith und Bernhard von Septimanien. Bernhards Vetter Odo, der wenige Jahre zuvor aus den Rhein-Nahe-Gebiet nach Westen gekommen war, erhielt Matfrieds Grafschaft Orléans.

### Rebellion
Danach war Matfried, als unbeugsamer Verfechter der Reichseinheitsidee von 817, unversöhnlicher Gegner Ludwigs des Frommen. Bei den Aufständen der Kaisersöhne von 830 und 833/34 unterstützte er insbesondere Lothar I., dem nicht Recht sein konnte, dass sein Schwiegervater Hugo von Tours entmachtet und dass Matfried durch Odo, einen Vetter Bernhards von Septimanien und Schützling Judiths, ersetzt worden waren.
Im April 830 erhob sich Ludwigs Sohn Pippin von Aquitanien in offener Rebellion gegen seinen Vater. Er zog nach Orléans, wo er Matfried wieder in seine Grafschaft einsetzte. Auf der Reichsversammlung in Compiègne Ende April oder Anfang Mai 830 wurde die des Ehebruchs beschuldigte Judith in ein Kloster geschickt. Bernhard war nach Barcelona geflohen, und Odo wurde nach Italien verbannt. Aber bereits im Oktober, mit der Reichsversammlung von Nimwegen, war Kaiser Ludwig wieder Herr der Lage. Nachdem Pippin 832 bei Limoges gegen ein kaiserliches Heer unterlegen war und nach kurzer Verbannung in Trier nach Italien geflohen war, verlor Matfried aufs Neue seine Grafschaft an den aus Italien zurückgekehrten Odo.
Im Verlauf der zweiten Rebellion der Söhne Ludwigs, 833/834, errang Matfried im Frühjahr 834 einen vernichtenden Sieg über seinen Nachfolger Odo, der einen aus dem Seine-Loire-Gebiet aufgebotenen Heerbann gegen ihn und Lambert von Nantes, den Markgrafen der Bretonischen Mark und Schwiegersohn Lothars I., führte. Matfried und seine zahlenmäßig unterlegenen Lotharier überraschten den allzu sorglosen Odo an der Grenze zur Bretagne und errangen einen totalen Sieg. Odo fiel im Kampf, wie auch sein Bruder Wilhelm von Blois, Graf Wido von Maine, Graf Fulbert, und der Abt und kaiserliche Kanzler Theudo von Tours.

### Verbannung und Tod
Nachdem die Brüder Pippin und Ludwig sich jedoch gegen Lothar verbündet und ihren Vater im März 834 erneut ins Amt gesetzt hatten, musste sich Lothar im Juni 834 in Blois seinem Vater unterwerfen. Matfried musste im Gefolge Lothars nach Italien in die Verbannung gehen. Lothar entschädigte ihn und die anderen mit ihm in die Verbannung gegangenen Anhänger großzügig. Matfried und viele andere von ihnen erlagen 836/837 einer grassierenden Epidemie.

## Nachkommen
- Matfried II. (* um 820; † nach 882), verwaltete von etwa 855 bis 882 eine Grafschaft im Eifelgau.
- Ingeltrud (auch Engeltrud, * um 825; † vor 878), heiratete in erster Ehe Boso († 874/878), Sohn von Boso von Arles, in zweiter Ehe Wangar.